# Carlo Cozio
Carlo Cozio, Comte de Montiglio i Salabue (c. 1715 – c. 1780) fou un jugador i teòric dels escacs italià, especialment conegut pel seu llibre Il giuoco degli scacchi, i per la defensa Cozio, que duu el seu nom. També és conegut pel mat de Cozio.

## Biografia
Carlo Cozio va néixer a Casale Monferrato al voltant de 1715. Era fill del comte Giuseppe Maria Cozio, i va rebre el nom del seu avi Carlo Francesco Cozio (1620-1693), el fundador de la nissaga, que havia obtingut el 1665 del duc de Màntua Carles II el títol de comte i el petit feu de Montiglio e Salabue.
Es va casar amb donna Taddea dei marchesi di Barbiano di Chieri i hi va tenir un fill: el comte Ignazio Alessandro Cozio di Salabue (1755–1840) que va esdevenir un famós col·leccionista de violins.
El 1740 va començar el manuscrit de Il giuoco degli scacchi o sia Nuova idea di attacchi, difese e partiti del Giuoco degli Scacchi, però només el va acabar 25 anys després, i fou publicat el 1766 a Torí per la Stamperia Reale en dos volums, amb un total de 700 pàgines conjuntament.
El llibre és citat en moltes obres d'escacs posteriors, com les de Domenico Ponziani, Ercole Del Rio, George Walker, William Lewis, Howard Staunton, etc., tot i que va tenir una difusió limitada perquè moltes còpies foren destruïdes en un incendi de la Stamperia Reale de Torí.
A diferència de l'escola modenesa, llavors en auge a Itàlia, va acceptar la regla europea de l'enroc "a la Calabresa" (com l'actual) i la promoció a dama de diversos peons. El llibre conté també nombrosos problemes i estudis de final, alguns dels quals de notable profunditat, compostos per ell mateix.
La variant del l'obertura Ruy López 1. e4 e5 2. Cf3 Cc6 3. Ab5 Cge7 (ECO C60) rep el seu nom.
Carlo Cozio va morir al voltant de 1780.